# ClG J2143-4423フィラメント
ClG J2143-4423フィラメントとは、原始銀河団のClG J2143-4423を取り囲む銀河フィラメントである。
この銀河フィラメントは、最低でも長さが3億光年、幅が5000万光年もある巨大な構造物である。注目すべきは、このようなスローン・グレートウォールにも匹敵する構造物が、赤方偏移の値が2.38という遠い宇宙で発見されたことである。それは109億年前の宇宙に存在する、地球から189億光年も遠くにある構造物である。すなわち、宇宙誕生から約28億年後には、既にこのような大規模構造が発達していたことを示している。ClG J2143-4423フィラメントは見つかっている中で最も遠い宇宙の大規模構造である。